# Matthew Pinsent
 (février 2016).
Si vous disposez d'ouvrages ou d'articles de référence ou si vous connaissez des sites web de qualité traitant du thème abordé ici, merci de compléter l'article en donnant les références utiles à sa vérifiabilité et en les liant à la section « Notes et références ».
Pour les articles homonymes, voir Pinsent.
Matthew Pinsent, né le 10 octobre 1970 à Holt, est un rameur britannique, quatre fois champion olympique et dix fois champion du monde.

## Biographie
Mathew Pinsent  commence l'aviron au Eton College. Dès 1989, dans le quatre avec barreur, il remporte une médaille de bronze aux Championnats du monde de Bled (Slovénie). L'année suivante, il est choisi par le double champion olympique, Steve Redgrave, comme coéquipier. Ils remportent la médaille de bronze aux mondiaux en deux sans barreur. Il marque aussi le milieu de l'aviron mondial et international en détenant la plus importante VO2 Max de Grand Bretagne de son époque, cette dernière dépasse les 7 L/min. 
Durant ces deux années (1989 et 1990), il participe avec succès à la fameuse Boat Race avec Oxford. 
À partir de 1991, il accumule les titres mondiaux et olympiques, remportant ainsi les Jeux olympiques d'été de 1992 à Barcelone et de 1996 à Atlanta.
Redgrave annonce en cette même année sa décision d'arrêter la compétition, mais il y renonce et arrive à convaincre Pinsent de passer en quatre sans barreur. Ils continuent d'accumuler les titres mondiaux et remportent le dernier titre olympique de Redgrave aux Jeux olympiques d'été de 2000 à Sydney. 
En 2001, il réalise l'exploit de remporter les titres mondiaux en deux sans barreur et deux avec barreur avec James Cracknell. Après un nouveau titre mondial en deux sans barreur avec ce même équipier en 2002, suivi d'un premier échec en 2003, ils intègrent pour l'année olympique le quatre sans barreur.
Pinsent finit en apothéose en 2004 lors des Jeux olympiques d'été de 2004 par une nouvelle médaille d'or, sa quatrième consécutive aux jeux.
En 2002, il a été nommé membre du Comité international olympique après avoir rejoint la commission des athlètes du CIO en 2001 en remplacement du lanceur du javelot Jan Železný.

## Palmarès

### Jeux olympiques
- 1992 à Barcelone,  Espagne
  -  Médaille d'or dans la catégorie deux sans barreur
- 1996 à Atlanta,  États-Unis
  -  Médaille d'or dans la catégorie deux sans barreur
- 2000 à Sydney,  Australie
  -  Médaille d'or en quatre sans barreur
- 2004 à Athènes,  Grèce
  -  Médaille d'or en quatre sans barreur

### Championnats du monde
- 1989 à Bled,  Yougoslavie
  -  Médaille de bronze en quatre avec barreur
- 1990 à Lac Barrington,  Australie
  -  Médaille de bronze en deux sans barreur
- 1991 à Vienne,  Autriche
  -  Médaille d'or en deux sans barreur
- 1993 à Račice,  République tchèque
  -  Médaille d'or en deux sans barreur
- 1994 à Indianapolis,  États-Unis
  -  Médaille d'or en deux sans barreur
- 1995 à Tampere,  Finlande
  -  Médaille d'or en deux sans barreur
- 1997 à Aiguebelette-le-Lac,  France
  -  Médaille d'or en quatre sans barreur
- 1998 à Cologne,  Allemagne
  -  Médaille d'or en quatre sans barreur
- 1999 à Saint Catharines,  Canada
  -  Médaille d'or en quatre sans barreur
- 2001 à Lucerne,  Suisse
  -  Médaille d'or en deux avec barreur
  -  Médaille d'or en deux sans barreur
- 2002 à Séville,  Espagne
  -  Médaille d'or en deux sans barreur

## Distinctions
- Commandeur de l'Ordre de l'Empire britannique (CBE), le 30 décembre 2000[1]
- Chevalier, le 31 décembre 2004, pour services rendus au sport[2]
- Médaille Thomas Keller en 2005